# Витанович, Илья
Витанович, Илья (укр. Витанович Ілля; 9 августа 1899—30 декабря 1973) — украинский экономист, историк, социолог, кооператор, публицист и общественный деятель.

## Биография
Родился Илья Витанович в Бурштыне. Учился в украинской гимназии города Рогатин. В 1914 году вступил в Легион Украинских сечевых стрельцов. В 1918-1920 годах был старшиной Украинской Галицкой армии. С 1923 по 1927 год был студентом Львовского университета, где получил степень доктора философии по диссертации «Аграрная политика Галицкого сейма по делам краевых бюджетов 1861—1914». С 1927 по 1937 год был учителем в украинской средней школе. С 1937 по 1939 год возглавлял Кооперативный лицей во Львове, работал одновременно в учреждениях украинской кооперации Галичины, а также в различных кооперативных издательствах. В 1939 году, после нападения СССР на Польшу выехал в Краков, где находился с 1940 по 1941 год. В 1944 году перебрался в Германию. С 1946 по 1949 год был профессором Украинского технико хозяйственного института и Украинского свободного университета в Мюнхене. В 1949 году переехал в США. Жил в Чикаго и Беркли Гейте. Действительный член Научного общества имени Тараса Шевченко, В период с 1963 по 1971 год принимал активное участие в подготовке «Энциклопедии украиноведения», в том числе и на английском языке. Автор работ по истории экономики сельского хозяйства, торговли, кооперации, социологии.

## Сочинения
- В. Навроцький. Б/м, 1934;
- Як народжувався кооперативний рух у Галичині. Львів, 1936;
- О. Русов у взаєминах з Наддніпрянщиною. Львів, 1937;
- Кость Паньківський — ідеаліст громадської праці. Нью-Йорк, 1955;
- Iсторія українського кооперативного руху. Нью-Йорк, 1963.